# Lupșa (okręg Alba)
Lupșa – wieś w Rumunii, w okręgu Alba, w gminie Lupșa. W 2011 roku liczyła 624 mieszkańców.